# シティ・グラウンド
シティ・グラウンド（The City Ground）は、イングランドのノッティンガムにあるサッカー専用スタジアム。タウン・グラウンドに代わって1898年にオープンし、ノッティンガム・フォレストFCが本拠地として使用している。1996年にはユーロ96の会場になった。